# Regionalarchiv Koper
Das Regionalarchiv Koper (Pokrajinski arhiv Koper, auch Archivio regionale di Capodistria) ist ein Archiv im slowenischen Koper, das schwerpunktmäßig Archivalien aus dem Norden der Halbinsel Istrien, insbesondere aber solche aus Koper selbst aufbewahrt und erschließt. Es hat seinen Sitz im ehemaligen Kloster St. Clara, Kapodistriasov trg 1. Es gehört zum Archivverbund der Republik Slowenien und bietet, neben Archivalien aus Koper, Bestände aus Izola, Ilirska Bistrica, Piran, Postojna und Sežana.

## Geschichte
1967 wurde es in Landesarchiv Koper umbenannt, am 20. Juni 1974 wurde es mit dem Stadtarchiv von Piran vereint, wo in der Savudrijska 5 eine Nebenstelle besteht.

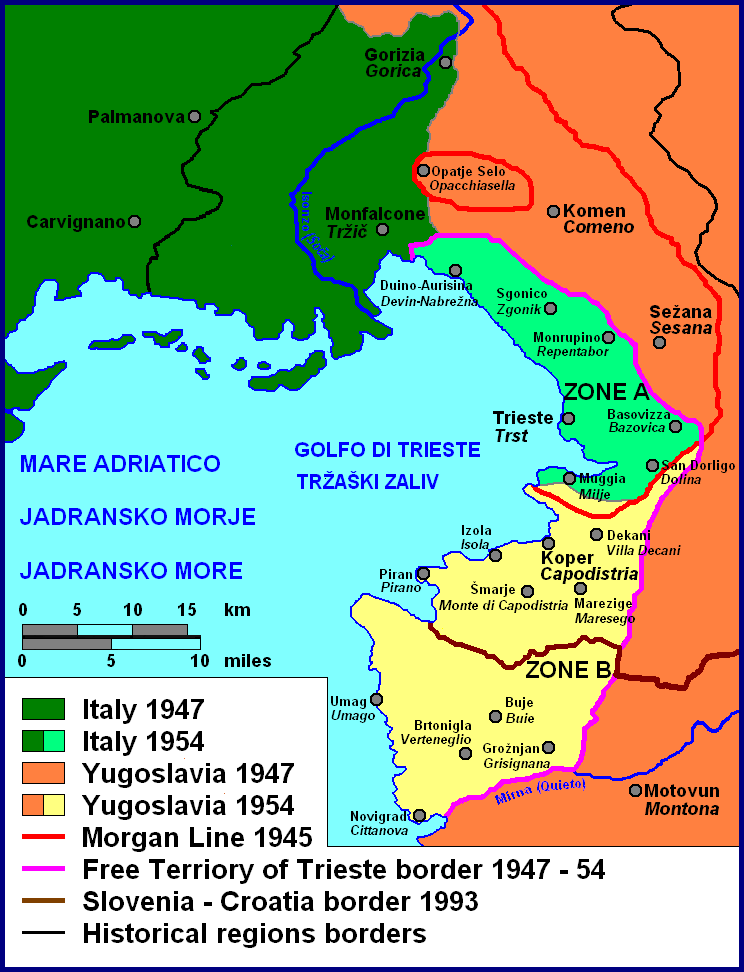
Die Grenzverläufe im Raum Triest-Koper seit 1947

Das Archiv geht auf die Bestände von Bibliotheken zurück. Während in Piran ab 1871 ein Stadtarchivar eingestellt und 1891 das dortige Archiv mit der Stadtbibliothek vereinigt wurde, begann die Entwicklung in Koper erst später, als auf Initiative der Historischen Gesellschaft der jugoslawischen Zone des seinerzeit unabhängigen Triest (1947 bis 1954) eine ähnliche Einrichtung gegründet wurde. Am 1. Oktober 1953 wurden Archiv und Stadtbibliothek getrennt, erster Direktor wurde Mario Bratina. Nach der Besetzung der Zone B des Territoriums von Triest durch Jugoslawien entstand 1956 das Stadtarchiv Koper, dessen Zuständigkeit am 1. Juli 1966 auf die Gemeinden Ilirska Bistrica, Izola, Postojna und Sežana ausgeweitet wurde. 

## Bestände
Die Findbücher unterscheiden 927 Fonds, die sich im Magazin befinden. Von diesen Beständen stammen allein 332 aus dem Bereich der Verwaltung, was mehr als 2700 Regalmetern von insgesamt rund 6400 Metern entspricht. Hinzu kommen aus dem Bereich der Judikative 92 Fonds, 144 aus dem Bereich Bildung, Kultur, Wissenschaft, sowie weitere Bestände der Felder Wirtschaft, der politischen Verbände und der staatlichen Fürsorge, von Vereinen, Verbänden und sonstigen Archivalien der Zivilgesellschaft. Außerdem bestehen 38 geschlossene Sammlungen. 